# Thousands of g
|  | Denne artikel er oprettet af botten Steenthbot ud fra en ekstern database. Den kan derfor have sproglige fejl eller mangler. Denne skabelon kan fjernes efter kontrol af indholdet. |

Thousands of g er en dansk dokumentarfilm fra 1964 instrueret af Ib Steinaa efter eget manuskript.